# Низьма (приток Мезени)
Низьма (устар. Низима) — река в России, течёт по территории Лешуконского района Архангельской области и Удорского района Республики Коми. Устье реки находится в 347 км по левому берегу реки Мезени. Длина реки — 123 км, площадь водосборного бассейна — 726 км².

## Данные водного реестра
По данным государственного водного реестра России относится к Двинско-Печорскому бассейновому округу, водохозяйственный участок реки — Мезень от истока до водомерного поста у деревни Малонисогорская. Речной бассейн реки — Мезень.
Код объекта в государственном водном реестре — 03030000112103000045197.